# Mylothris jacksoni
Mylothris jacksoni är en fjärilsart som beskrevs av Sharpe 1891. Mylothris jacksoni ingår i släktet Mylothris och familjen vitfjärilar. Inga underarter finns listade i Catalogue of Life.

## Bildgalleri

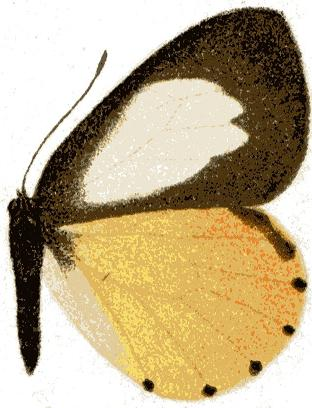
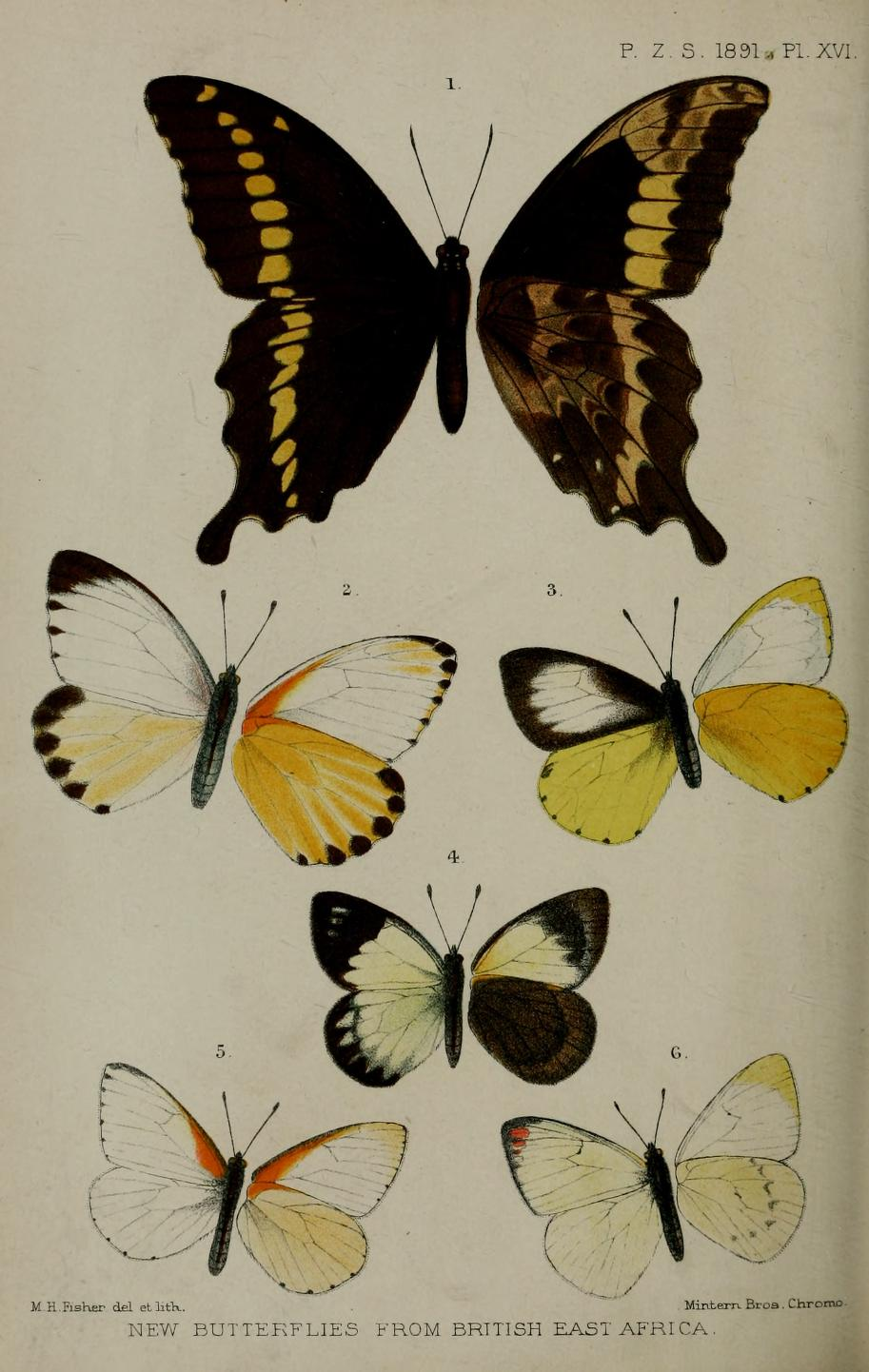
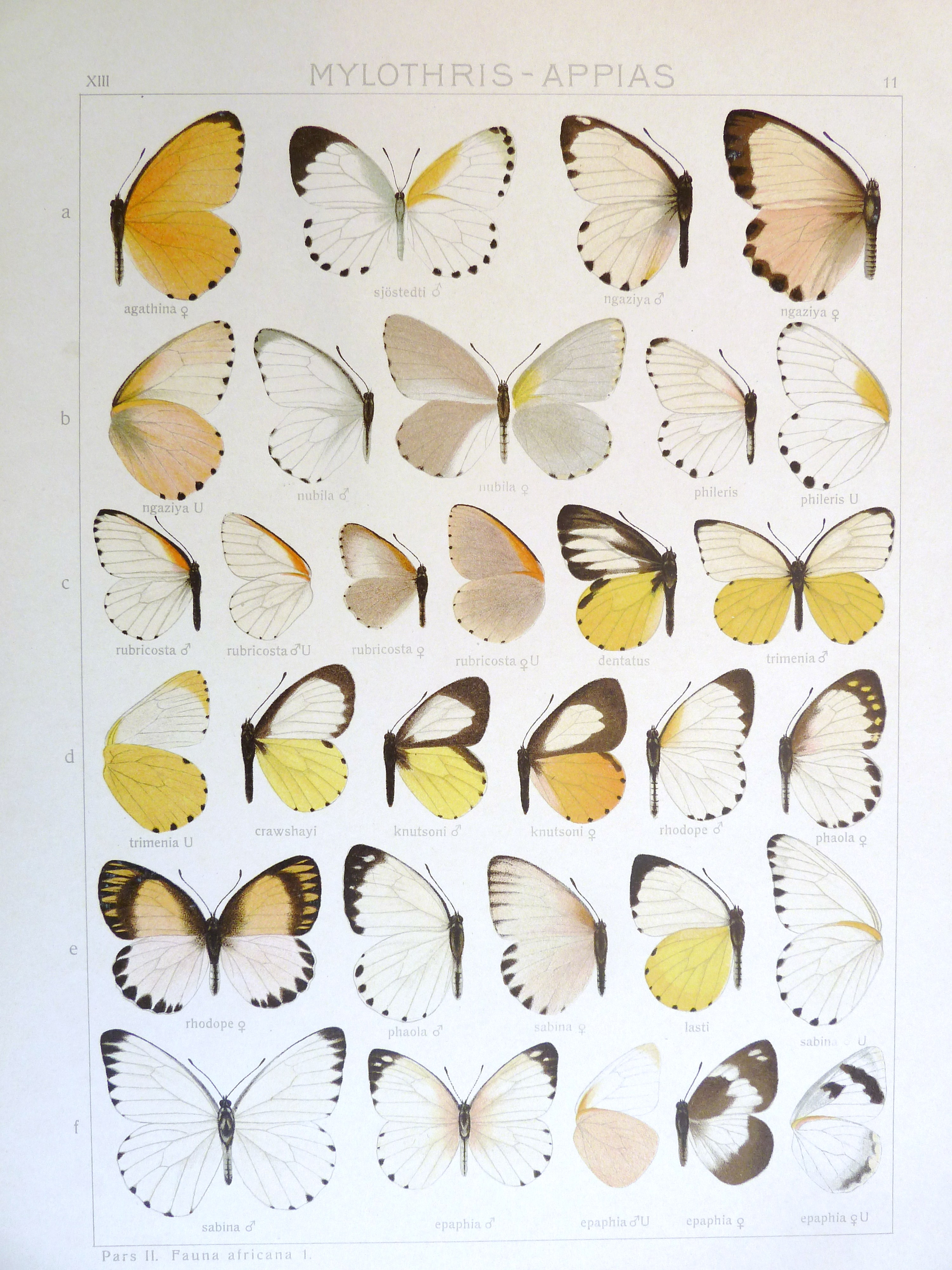